# Protolepidodendrales
Die Protolepidodendrales sind eine ausgestorbene Gruppe der Bärlapppflanzen (Lycopodiopsida) und kamen vom Devon bis ins untere Karbon vor. Die am besten bekannte Gattung ist Leclercqia.

## Merkmale
Die Vertreter waren krautige Pflanzen, leicht verholzt oder kleine Bäume. Sie besaßen kleine, schraubig angeordnete Mikrophylle, die durch ein einzelnes Leitbündel versorgt wurden und an der Spitze verzweigt waren. Eine Ligula ist nur aus einer Gattung bekannt, fehlt jedoch bei allen anderen Vertretern.

## Vertreter
Unter dem Namen Protolepidodendron werden etliche dichotom verzweigte Formen aus dem mittleren Devon zusammengefasst. Die Sprossachsen haben einen Durchmesser von bis zu zwei Zentimeter und sind mit schraubig angeordneten Mikrophyllen besetzt, die an der Spitze zweiteilig gegabelt sind.
Minarodendron cathaysiense wurde zunächst als Protolepidodendron beschrieben. Die Funde haben einen Durchmesser von 3 bis 4 mm. Sie haben Längsreihen von länglichen Polstern, an denen die Blätter sitzen. Die Spitze jeden Blattes ist dreiteilig gegabelt, wobei die beiden seitlichen Spitzen nach oben zeigen, die mittlere nach unten. Der Stamm besitzt einen exarchen oder mesarchen Strang primären Xylems, der im Querschnitt gezähnt oder dreieckig ist. Die Sporangien sind kugelig bis nierenförmig und stehen adaxial an der Oberfläche von nicht modifizierten Sporophyllen.
Estinnophyton – früher ebenfalls als Protolepidodendron geführt – sind, wie etwa Estinnophyton gracile, kleine, krautige Pflanzen mit Sprossachsen von rund 4 mm Durchmesser. Die schraubig angeordneten Blätter sind bis 7 mm lang. Sporophylle tragen zwei Paar Sporangien, die je an einem kurzen Stiel stehen. Estinnophyton yunnanense aus dem Unterdevon Chinas trägt pro Blatt zwei einzelne, gestielte Sporangien. Während die gabelig verzweigten Blätter zu den Protolepidodendrales verweisen, sind die paarigen Sporangien eher ein Merkmal der Trimerophyten.
Colpodexylon deatsii ist eine recht gut erhaltene Art aus dem Mittel- und Oberdevon von New York. Die Sprossachsen sind dichotom verzweigt und bis 2,5 cm dick. Die Blattbasen sind elliptisch, ihre Anordnung eine flache Schraube bzw. ein Pseudowirtel. Die Blätter sind dreiteilig gegabelt und bis 3 cm lang. Die Sporangien sitzen an der oberen Oberfläche normaler Blätter.
Clwydia (früher Archaeosigillaria) ist ein kleiner, krautiger, dichotom verzweigter Vertreter, der aus dem Devon und Karbon bekannt ist. Die Blattbasen sind an kleinen Achsen spindelförmig, an größeren hexagonal. Ihre schraubige Anordnung wirkt kreuzgegenständig. Manche Arten besitzen nadelförmige Blätter, bei Clwydia vanuxemii sind sie deltoid mit gezähntem Rand, die Spitze läuft in einem langen Haar aus. Die Blätter der Gattung fielen wahrscheinlich nicht ab. Das Gefäßsystem der Achsen ist eine gelappte Protostele mit exarchem primärem Xylem und Treppentracheiden im Metaxylem.
Hubeiia dicrofollia ist ein krautiger Vertreter aus dem Oberdevon von Hubei. Das Protoxylem befindet sich an Rippen an der Außenseite der Stele und besteht aus Ringtracheiden. Das Metaxylem besteht aus Treppentracheiden, die Treppen sind durch die ansonsten für die Lepidodendrales typischen Längsbälkchen (Fimbrillen) verbunden. Das primäre Phloem bildet ein schmales Band um die Stele. Die Rinde ist recht dick. Die Blattspuren sind mesarch und entspringen direkt dem Protoxylem. Die Blattbasen sind kreisrund oder leicht elliptisch und sind in flachen Schrauben oder Pseudowirteln angeordnet. Die Blätter sind durch zwei aufeinanderfolgende Dichotomien in vier Segmente geteilt.
Wuxia bistrobilata aus dem Oberdevon Chinas besitzt bis 1,4 cm dicke Sprosse, die sterilen Blätter sitzen zu sechst in Wirteln. In den dichotomen Verzweigungen der Sprosse sitzen megasporangiate Strukturen, die aus länglichen Megasporophyllen mit deutlicher Mittelrippe bestehen. Am Megasporophyll stehen unregelmäßig Stacheln. Die Megasporen sind bis 4 mm groß. Morphologisch ähnelt sie ansonsten am ehesten Minarodendron cathaysiense.
Ebenfalls aus dem Devon Chinas stammt Chamaedendron multisporangiatum, dessen Megasporophylle je vier bis sechs Megasporangien tragen. Die Mikrosporangien dieser Art sind gestielt und enthalten Sporen des Longhuashanispora-Typs. Chamaedendron wird als schmale, baum-ähnliche Pflanze ohne sekundäres Xylem rekonstruiert.
Longostachys latisporophyllus aus dem Mitteldevon Chinas wird ebenfalls als kleiner Baum rekonstruiert. Die Megasporophylle sind länglich, der distale Teil ist nach oben gekrümmt, der Blattrand trägt trichomartige Anhängsel. Die Art wird als Zwischenform zwischen den krautigen Protolepidodendrales und den baumförmigen Lepidodendrales angesehen.
Zhenglia radiata aus dem Unterdevon von Südost-Yunnan gilt ebenfalls als Übergangsform zu den Lepidodendrales. Ihre Mikrophylle sind ungeteilt, die Sporophylle stehen schraubig und bilden eine kompakte Zone, die einem Zapfen ähnelt. Die eiförmig-länglichen Sporangien sitzen adaxial am verbreiterten, proximalen Teil des Sporophylls. Die Anordnung der Blattnarben ähnelt der bei den Lepidodendrales.
Protolepidodendropsis pulchra aus dem Mittel- und Oberdevon von Spitzbergen ist baumförmig und hat einen Stammdurchmesser von bis zu 10 cm, die Höhe wird auf 1,5 bis 2 m geschätzt. Die Stammoberfläche ist mit schraubig angeordneten, breit-rhombischen Blattpolstern besetzt. Ihre Größe hängt von der Position am Stamm ab, wobei sie im unteren Bereich 1,5 × 1,2 cm groß sind. In der Mitte des Blattpolsters sitzt die deutliche Blattnarbe. Parichnos-Narben und eine Ligula-Grube fehlen. Die Stämme verzweigen sich bis zu fünfmal dichotom und bilden so eine lockere Krone. Die Blätter sind schmal und einfach. Protolepidodendropsis frickei aus dem Oberdevon Schlesiens war wahrscheinlich krautig.

## Belege
- Thomas N. Taylor, Edith L. Taylor, Michael Krings: Paleobotany. The Biology and Evolution of Fossil Plants. Second Edition, Academic Press 2009, ISBN 978-0-12-373972-8. S. 271–279.